# Opiate (пісня)
«Opiate» (укр. Опіат) — пісня американського рок-гурту Tool, чільна композиція з дебютного мініальбому Opiate 1992 року.

## Про пісню
Назва пісні є відсиланням до відомого визначення релігії, яке використав німецький філософ Карл Маркс: «Релігія є опіум народу». Співак Мейнард Кінен висміював людей, які сприймали релігію як культ, описуючи їх наступним чином: «Вибір завжди був для тебе проблемою. Тобі потрібен хтось сильний, щоб вести тебе. Глухий, сліпий, німий і народжений йти за натовпом, ти потребуєш когось сильного, хто буде тебе використовувати» (англ. What you need is someone strong to guide you / Deaf and blind and dumb and born to follow / what you need is someone strong to use you). Ця восьмихвилинна композиція стала однією з перших в творчості Tool, в якій музичний жанр прогресивного металу поєднувався із філософськими текстами.
2022 року, на честь 30-річчя мініальбому Opiate, гурт випустив нову версію композиції, яка отримала назву «Opiate2» (англ. Opiate Squared, укр. Опіат в квадраті). Вони вийшла окремим синглом, як в цифровому форматі так і на Blu-ray-дисках. Окрім цього, гітарист Tool Адам Джонс разом із режисером Домініком Хейлстоуном зняли десятихвилинний відеокліп на пісню, що став першою відеороботою Tool за останні п'ятнадцять років.

## Місця в чартах
| Хіт-парад                    | Дата дебюту в чарті | Найвища позиція |
| ---------------------------- | ------------------- | --------------- |
| Rock Digital Song Sales      | 17 серпня 2019      | 21              |
| Hard Rock Digital Song Sales | 17 серпня 2019      | 18              |

| Хіт-парад                    | Дата дебюту в чарті | Найвища позиція |
| ---------------------------- | ------------------- | --------------- |
| Digital Song Sales           | 12 березня 2022     | 32              |
| Rock Digital Song Sales      | 12 березня 2022     | 4               |
| Hot Hard Rock Songs          | 12 березня 2022     | 7               |
| Hard Rock Digital Song Sales | 12 березня 2022     | 1               |
| Canadian Digital Song Sales  | 19 березня 2022     | 49              |